# Diagnostyka preimplantacyjna
Diagnostyka preimplantacyjna (ang. preimplantation genetic diagnosis, PGD) − metoda pozwalającą na genetyczną analizę komórek jajowych przed lub po zapłodnieniu bądź też zarodków przed podaniem ich do macicy przyszłej matce. PGD pozostaje w ścisłym związku z technikami wspomaganego rozrodu (zapłodnieniem in vitro).

## Wskazania do wykonania PGD
Na ogół diagnostykę preimplantacyjną przeprowadza się u dwóch grup pacjentów. Jednak, ze względu na próby podwyższenia skuteczności metody pozaustrojowego zapłodnienia, są postulaty rozszerzenia testów genetycznych na wszystkie kobiety poddające się zapłodnieniu in vitro.
1. Pary, u których wykonuje się badania w kierunku wykrycia aneuploidii u zarodka, czyli nieprawidłowej liczby chromosomów. Badanie tego typu pozwala wyeliminować rozwój zarodka z zespołem Patau (trisomia chromosomu 13), Downa (trisomia 21), Edwardsa (trisomia 18), Klinefeltera (XXY) czy Turnera (monosomia chromosomu X). Wskazaniem do wykonania PGD w kierunku wykrycia aneuploidii jest najczęściej wiek pacjentki (pacjentów), bądź częste występowanie ww. zespołów w rodzinie (wywiad genetyczny).
2. Drugą grupę pacjentów stanowią osoby ze zdiagnozowanym nosicielstwem chorób genetycznych. Mogą to być choroby jednogenowe, związane z pojedynczymi mutacjami w obrębie konkretnego genu. Do diagnozowanych obecnie przy użyciu PGD chorób dziedziczonych autosomalnie recesywnie należą mukowiscydoza, beta-talasemia, anemia sierpowata, zespół Smith-Lemli-Opitz (SLOS) i rdzeniowy zanik mięśni (SMA). Do chorób dziedziczonych w sposób autosomalny dominujący zaliczyć należy m.in. chorobę Huntingtona i chorobę Charcot-Marie-Tooth. PGD umożliwia również diagnostykę chorób, których dziedziczenie sprzężone jest z chromosomem X – zespołu łamliwego chromosomu X, hemofilii A oraz dystrofii mięśniowej Duchenne’a.
Niektórzy pacjenci mogą być nosicielami translokacji fragmentów chromosomów. Zarówno występowanie translokacji zrównoważonych jak i robertsonowskich u rodziców niesie za sobą ryzyko występowania wad genetycznych u płodu, w związku z czym i w tym wypadku wskazane jest wykonanie diagnostyki preimplantacyjnej.
Dr Richard Scott, kierownik grupy badawczej Reproductive Medicine Associates z New Jersey w USA, jesienią 2010 r. po opublikowaniu wstępnych wyników nowej metody testowania zarodków, postulował upowszechnienie tej praktyki. Stwierdził, że ponieważ sześć na siedem poronień jest powodowanych dużymi wadami genetycznymi zarodka, udana selekcja może pomóc podnieść skuteczność metody. Podczas gdy embriony z syndromem Downa zwykle przeżywają do urodzenia, płody z innymi wadami, jak zespół Turnera czy Edwarda, częściej prowadzą do przedwczesnego rozwiązania. Dlatego:

Po teście do implantacji wybierane są tylko embriony z kompletnym zestawem 46 chromosomów

## Badany materiał
Diagnostykę preimplantacyjną można przeprowadzić na komórkach jajowych bądź blastomerach. Badanie komórek jajowych polega na biopsji polocytów (komórek powstałych w procesie oogenezy, usuwanych w kolejnych etapach rozwoju) i ich dalszej analizie genetycznej. Uzyskany wynik (np. stwierdzenie obecności bądź braku mutacji) pozwala na dedukcję czy dane jajo może po zapłodnieniu rozwinąć się w zdrowy zarodek. W takim wypadku badany jest materiał pochodzący wyłącznie od matki. Biopsja blastomeru (komórki pobieranej z rozwijającego się zarodka) daje natomiast możliwość zbadania materiału pochodzącego od obojga rodziców. W związku z tym, że na wczesnym etapie rozwoju nie następuje jeszcze różnicowanie się komórek, sama biopsja komórki zarodka nie niesie za sobą ryzyka jego uszkodzenia.

## Metodyka badania
Pobieranie materiału genetycznego zarodka jest stale udoskonalane. Jesienią 2010 r. grupa badaczy z New Jersey Reproductive Medicine Associates opublikowała wyniki testów wykonywanych z próbki (biopsii) pobieranej z embriona pięć dni po jego utworzeniu.
Technikami analitycznymi pozwalającymi na zbadanie określonych mutacji w badanym materiale są reakcja łańcuchowa polimerazy (ang. polymerase chain reaction, PCR) i fluorescencyjna hybrydyzacja in situ (ang. fluorescence in situ hybrydization, FISH).
Reakcja PCR stosowana jest w badaniu chorób jednogenowych. W związku z tym, że w przypadku PGD badana jest jedna komórka, zastosowanie reakcji PCR niesie za sobą spore ryzyko kontaminacji analizowanego materiału obcym DNA. Ponadto badanie znikomej ilości DNA stwarza możliwość wystąpienia niepożądanych zjawisk charakterystycznych dla PCR, takich jak wypadanie alleli (ang. allelic drop out, ADO) bądź efekt stochastyczny (nierównomierna amplifikacja alleli heterozygoty). W związku z powyższym coraz częściej w laboratoriach na całym świecie stosuje się wstępną amplifikację całego genomu (ang. whole genome amplification, WGA), celem namnożenia matrycy DNA do dalszych szczegółowych badań.
Technika FISH stosowana jest do analizy przemieszczeń fragmentów bądź całych chromosomów (translokacji) oraz do wykrywania aneuploidii. FISH jest techniką cytogenetyczną, wykorzystującą fluorescencyjne sondy DNA do wykrywania w badanym materiale genetycznym określonej sekwencji DNA. Analiza obrazu odbywa się przy użyciu mikroskopii fluorescencyjnej.